# Medium Rarities
Medium Rarities ist das zweite Kompilationsalbum der US-amerikanischen Progressive-Metal-/Sludge-Band Mastodon. Das Album wurde am 11. September 2020 durch Reprise Records veröffentlicht.

## Entstehung
Seit August 2018 arbeitete die Band laut Schlagzeuger Brann Dailor an neuer Musik. Noch im Mai 2020 verkündete der Gitarrist Bill Kelliher, dass Mastodon bereits 20 Lieder aufgenommen hätte, darunter einen Titel für den Film Bill & Ted retten das Universum geschrieben haben. Durch die COVID-19-Pandemie mussten die Arbeiten erneut unterbrochen werden. Ende Juli 2020 kündigte die Band die Veröffentlichung der Kompilation Medium Rarities an. Die Kompilation enthält insgesamt 16 Titel, von denen 14 bislang noch nicht auf Streaming-Plattformen erhältlich waren. Bei den Liedern handelt es sich um Liveaufnahmen, Instrumentalversionen, B-Seiten und Soundtrackbeiträgen. Dass das Album Instrumentalversionen enthält, begründete Brann Dailor damit, dass bei einigen Liedern durch den Gesang etwas von der Musik verloren gehen würde.

„Jaguar God zum Beispiel: all die Gitarrenharmonien, das Piano, die Perkussion – man hört das kaum noch, sobald unser Gesang darüber liegt. Manchmal ist das ein bißchen schade. Solche Stücke haben wir für die Instrumentals auf Medium Rarities ausgesucht.“

Die erste Single Fallen Torches wurde im Jahre 2019 aufgenommen. Als Gastsänger ist Scott Kelly von der Band Neurosis zu hören. Ursprünglich sollte das Lied im Rahmen einer Europatournee veröffentlicht werden. Die Veröffentlichung des Liedes wurde allerdings verschoben. Die limitierte LP-Version erscheint am 16. Oktober 2020 auf pinkem Vinyl. Das Ende August 2020 für den Soundtrack des Films Bill & Ted retten das Universum geschriebene Lied Rufus Lives ist nicht auf Medium Rarities enthalten.

## Titelliste
Coverversionen sind blau unterlegt. Sampler- bzw. Soundtrackbeiträge sind gelb unterlegt
| Nr. | Titel                            | Anmerkung                                               | Länge |
| --- | -------------------------------- | ------------------------------------------------------- | ----- |
| 1   | Fallen Torches                   | feat. Scott Kelly                                       | 4:22  |
| 2   | A Commotion                      | Original: Feist                                         | 4:14  |
| 3   | Asleep in the Deep               | Instrumental                                            | 6:12  |
| 4   | Capillarian Crest                | Liveaufnahme                                            | 4:20  |
| 5   | A Spoonful Weighs a Ton          | Original: The Flaming Lips                              | 3:27  |
| 6   | Toe to Toes                      | Instrumental                                            | 4:28  |
| 7   | Circle of Cysquatch              | Liveaufnahme                                            | 3:15  |
| 8   | Atlanta                          | Original: Butthole Surfers, feat. Gibson „Gibby“ Haynes | 3:25  |
| 9   | Jaguar God                       | Instrumental                                            | 7:55  |
| 10  | Cut You Up with a Linoleum Knife | Aqua Teen Hunger Force Colon Movie Film for Theaters    | 1:50  |
| 11  | Blood & Thunder                  | Liveaufnahme                                            | 3:52  |
| 12  | White Walker                     | Catch the Throne Vol. 2                                 | 4:20  |
| 13  | Halloween                        | Instrumental                                            | 4:38  |
| 14  | Crystal Skull                    | Liveaufnahme                                            | 3:25  |
| 15  | Orion                            | Original: Metallica                                     | 8:15  |
| 16  | Iron Tusk                        | Liveaufnahme                                            | 2:48  |

## Rezeption

### Rezensionen
Andreas Schiffmann vom Onlinemagazin Musikreviews.de bezeichnete Medium Rarities als „kurzweiliges und größtenteils spannendes Unterfangen“. „Verblüffend geil“ wären die Instrumental-Nummern. Insgesamt bewertete Schiffmann das Album als „ein unterhaltsamer Sampler mit nicht ganz einheitlichem Charakter“. Jedoch würde genau dies „den Reiz ausmachen“. Schiffmann verzichtete auf eine Benotung. Gerrit Köppl vom deutschen Magazin Visions schrieb, dass das Album „etwas für Sammler bleibt“ und „nur bedingt als Überbrückung der Wartezeit auf das nächste Album helfen würde“. Das erste Lied Fallen Torches stelle „alles was folgt in den Schatten“. Die fünf Liveaufnahmen und die vier Instrumentalversionen würden den Raritätenanspruch „nicht erfüllen“.

### Chartplatzierungen
| ChartsChartplatzierungen | Höchstplatzierung | Wochen |
| ------------------------ | ----------------- | ------ |
| Deutschland (GfK)        | 91 (1 Wo.)        | 1      |
| Schweiz (IFPI)           | 29 (1 Wo.)        | 1      |